# Bayston Hill
Bayston Hill è un villaggio e parrocchia civile dell'Inghilterra, appartenente alla contea dello Shropshire.